# Leptopholcus borneensis
Leptopholcus borneensis is een spinnensoort uit de familie trilspinnen (Pholcidae). De soort komt voor in Borneo. 